# Tatjenen
Tatjenen (t3-ṯnn; névváltozatok: Tatenen, Tanen, Tanenu, Tanuu) az ókori egyiptomi vallás egyik istene. Nevének jelentése: „emelt/kiemelkedett/felemelkedett föld”. A világ teremtése során a vizekből elsőként kiemelkedő ősdomb istene, emellett a Nílus éves áradása során szétterített termékeny iszapot is jelképezi. Khthonikus isten, a természet androgün védelmezője. Kultusza Memphisz környékéről ered.
Tatjenen a Földet jelképezi, abban a pillanatban született, amikor az ősdomb kiemelkedett a káosz vizéből, és ugyanúgy az ősdombot jelképezi, mint a benben, a masztaba és később a piramis. Mivel birodalma a Föld mélyében terül el, ahonnan minden ered – a növények, az ásványok –, Tatjenent látták „az ételek, az isteni áldozatok és minden jó forrásának”. Az újjászületéssel és a Nílussal való összefüggése miatt Egyiptom megszemélyesítőjének és Geb földisten egy aspektusának, a művészi ihlet forrásának is tartották, valamint a holtak segítőjének a túlvilág felé tartó útjukon. Botjával elűzte a gonosz kígyót, Apóphiszt az ősdombról. Egy értelmezés szerint ő hozta el az országba a stabilitást jelképező dzsed-oszlopokat, bár ezt általában Ptahnak tulajdonítják. A harmadik átmeneti kori Nagy Hnum-himnusz azonosítja a szintén teremtő istenként tisztelt Hnummal.
Neve elsőként a Koporsószövegekben fordul elő, Tanenu vagy Tanuu, „mozdulatlan föld” formában, ami a Föld őseredeti állapotának isteneként betöltött szerepére utal. Tatjenenként középbirodalmi szövegek említik először. Lehetséges, hogy azonos egy már az óbirodalom idején említett istennel, Henti-Tjenenettel.

## Ptah-Tatjenen
Tatjenen és Ptah mindketten memphiszi istenek; az egyiptomiak egy idő után azonosították a régebbi Tatjenent a szintén teremtő isten Ptahhal. A XIX. dinasztia idejére Tatjenen önállóan már nem, kizárólag Ptah-Tatjenenként fordul elő. Ptah-Tatjenent a hermopoliszi Ogdoád, a teremtés előtti őselemeket megtestesítő nyolc isten atyjának tekintik.

## Ábrázolása
Ábrázolása antropomorf és hatással volt rá Ptahhal való azonosítása: szakállas férfiként ábrázolják, fején vagy kosszarvak közt napkorong és két toll, vagy, ritkábban, atef-korona (mint Ptah-Szokar ábrázolásán). Khthonikus, illetve a növényekhez kapcsolódó istenségként bőrét sötétzöldként is ábrázolhatják. Tanenu vagy Tanuu formában egyértelműen khthonikus istenség, fején két kígyóval.